# 魔法巫醫樂團
Shaman(魔法巫醫樂團)，來自巴西，是Angra(火神安格拉)在1999年末分裂後，Andre Matos(主唱)、Luís Mariutti(貝斯)，以及Ricardo Confessori(鼓手)從Angra出走，和吉他手Hugo Mariutti於2000年時所組成。曾經一度改名為Shaaman，因為有一些法律上的問題，但是現在已經改回Shaman這個名字。主唱Andre Matos在2006年10月和吉他手Hugo Mariutti、Luís Mariutti(貝斯)兄弟一起正式退團，現任主唱是Thiago Bianchi。

## 專輯
1. 神秘儀式(Ritual) 2002
2. 理由(Reason) 2005
3. 永生(Immortal) 2007
4. 起源(Origins) 2010

## 外部連結
- 官方網站 （页面存档备份，存于）
- Shaman - The French Ritual （页面存档备份，存于）